# Aysha proseni
Aysha proseni là một loài nhện trong họ Anyphaenidae.
Loài này thuộc chi Aysha. Aysha proseni được Cândido Firmino de Mello-Leitão miêu tả năm 1944.